# Tour de France 1984
Die 71. Tour de France fand vom 29. Juni bis zum 22. Juli 1984 statt. Auf 23 Etappen über 4021 km kämpften die 170 an den Start gegangenen Fahrer um den Sieg. 124 Fahrer wurden am Ende klassifiziert.
Die Rundfahrt entwickelte sich zu einem Generationenduell zwischen Bernard Hinault und seinem Landsmann Laurent Fignon. Der vielmailge Sieger Hinault, der im Vorjahr wegen einer Verletzung nicht hatte teilnehmen können, traf auf den Sieger von 1983, den sechs Jahre jüngeren Fignon, der die Tour auch gewann.

## Rennverlauf
Nachdem Hinault den Prolog gewonnen hatte, wechselte das Gelbe Trikot auf den ersten Etappen mehrfach den Träger, ehe es auf den Schultern von Vincent Barteau landete. Der Teamkollege von Fignon behielt die Gesamtführung bis in die Berge, wo er es nach der Etappe nach L’Alpe d’Huez abgeben musste. Bei dieser Etappe wurde Fignon zweiter hinter Luis Herrera, der als erster Kolumbianer eine Tour-Etappe für sich entscheiden konnte. Fignon hatte Hinault zuvor in den ersten beiden Einzelzeitfahren schon Zeit abgenommen. Am Ende der Rundfahrt hatte Fignon fünf Etappensiege, darunter Siege in allen drei längeren Einzelzeitfahren zu Buche stehen.
In Paris lag Hinault mehr als 10 Minuten hinter seinem Landsmann, der seinen Erfolg aus dem Vorjahr damit wiederholen konnte. Den dritten Platz auf dem Podium belegte der Amerikaner Greg Lemond, der in den Jahren danach auch in den direkten Kampf um den Toursieg eingriff. Obwohl er von einer Erkältung geschwächt war, war Lemond erster Amerikaner, der einen Platz auf dem Podium erreichen konnte.
Der Kampf um das Grüne Trikot war deutlich enger als in den vorangegangenen Jahren, der Belgier Frank Hoste sicherte sich das Trikot erst auf der Avenue des Champs-Élysées vor Sean Kelly. Die Bergwertung gewann der Schotte Robert Millar.
Die längste Etappe führte 1984 über 338 km von Nantes nach Bordeaux, auch die 21. Etappe war ebenfalls über 320 km lang. Zum ersten Mal seit 1969 gab es damit wieder eine Etappe, die länger als 300 km war. Sieger in Bordeaux wurde der Niederländer Jan Raas, er brauchte für die Strecke mehr als 9,5 Stunden.
Auf der 19. Etappe von La Plagne nach Morzine kollidierte der italienische Fahrer Carlo Tonon mit einem Zuschauer, er stürzte und erlitt einen Schädelbasisbruch. Tonon blieb nach diesem Unfall schwerbehindert und beging 1996 Suizid.

## Die Etappen
| Etappe     | Datum    | Etappenorte                            | type              | Länge (km) | Etappensieger          | Gesamtführender    |
| ---------- | -------- | -------------------------------------- | ----------------- | ---------- | ---------------------- | ------------------ |
| Prolog     | 29. Jun. | Montreuil – Noisy-le-Sec               | Prolog            | 5,4        | Bernard Hinault        | Bernard Hinault    |
| 1. Etappe  | 30. Jun. | Bondy – Saint-Denis                    | Flachetappe       | 148,5      | Frank Hoste            | Ludo Peeters       |
| 2. Etappe  | 1. Jul.  | Bobigny – Louvroil                     | Flachetappe       | 249,5      | Marc Madiot            | Jacques Hanegraaf  |
| 3. Etappe  | 2. Jul.  | Louvroil – Valenciennes                | Teamzeitfahren    | 51         | Renault-Elf            | Jacques Hanegraaf  |
| 4. Etappe  | 2. Jul.  | Valenciennes – Béthune                 | Flachetappe       | 83         | Ferdi Van Den Haute    | Adrie van der Poel |
| 5. Etappe  | 3. Jul.  | Béthune – Cergy-Pontoise               | Flachetappe       | 207        | Paulo Ferreira         | Vincent Barteau    |
| 6. Etappe  | 4. Jul.  | Cergy-Pontoise – Alençon               | Flachetappe       | 202        | Frank Hoste            | Vincent Barteau    |
| 7. Etappe  | 5. Jul.  | Alençon – Le Mans                      | Einzelzeitfahren  | 67         | Laurent Fignon         | Vincent Barteau    |
| 8. Etappe  | 6. Jul.  | Le Mans – Nantes                       | Flachetappe       | 192        | Pascal Jules           | Vincent Barteau    |
| 9. Etappe  | 7. Jul.  | Nantes – Bordeaux                      | Flachetappe       | 338        | Jan Raas               | Vincent Barteau    |
| 10. Etappe | 8. Jul.  | Langon – Pau                           | Flachetappe       | 198        | Eric Vanderaerden      | Vincent Barteau    |
| 11. Etappe | 9. Jul.  | Pau – Guzet-Neige                      | Hochgebirgsetappe | 226,5      | Robert Millar          | Vincent Barteau    |
| 12. Etappe | 10. Jul. | Saint-Girons – Blagnac                 | Flachetappe       | 111        | Pascal Poisson         | Vincent Barteau    |
| 13. Etappe | 11. Jul. | Blagnac – Rodez                        | Flachetappe       | 220,5      | Pierre-Henri Menthéour | Vincent Barteau    |
| 14. Etappe | 12. Jul. | Rodez – Grospierres                    | Hügelige Etappe   | 227,5      | Alfons De Wolf         | Vincent Barteau    |
| 15. Etappe | 13. Jul. | Grospierres – Grenoble                 | Hügelige Etappe   | 241,5      | Frédéric Vichot        | Vincent Barteau    |
|            | 14. Jul. | Ruhetag in Grenoble                    | Ruhetag           |            |                        |                    |
| 16. Etappe | 15. Jul. | Les Échelles – La Ruchère              | Bergzeitfahren    | 22         | Laurent Fignon         | Vincent Barteau    |
| 17. Etappe | 16. Jul. | Grenoble – Alpe d’Huez                 | Hochgebirgsetappe | 151        | Luis Herrera           | Laurent Fignon     |
| 18. Etappe | 17. Jul. | Le Bourg-d’Oisans – La Plagne          | Hochgebirgsetappe | 185        | Laurent Fignon         | Laurent Fignon     |
| 19. Etappe | 18. Jul. | La Plagne – Morzine                    | Hochgebirgsetappe | 186        | Ángel Arroyo           | Laurent Fignon     |
| 20. Etappe | 19. Jul. | Morzine – Crans-Montana                | Hochgebirgsetappe | 140,5      | Laurent Fignon         | Laurent Fignon     |
| 21. Etappe | 20. Jul. | Crans-Montana – Villefranche-sur-Saône | Hügelige Etappe   | 320,5      | Frank Hoste            | Laurent Fignon     |
| 22. Etappe | 21. Jul. | Villié-Morgon – Villefranche-sur-Saône | Einzelzeitfahren  | 51         | Laurent Fignon         | Laurent Fignon     |
| 23. Etappe | 22. Jul. | Pantin – Paris                         | Hügelige Etappe   | 196,5      | Eric Vanderaerden      | Laurent Fignon     |

## Endergebnisse

### Gesamtwertung
| \| Gesamtwertung \| Gesamtwertung \| Gesamtwertung \| Gesamtwertung \| Gesamtwertung \| \| Fahrer \| Fahrer \| Land \| Team \| Zeit \| \| ------------- \| -------------------------- \| ---------------------- \| ------------------------- \| ----------------- \| \| 1. \| Laurent Fignon \| Frankreich \| Renault-Elf \| 112 h 03 min 40 s \| \| 2. \| Bernard Hinault \| Frankreich \| La Vie claire-Teraillon \| + 10 min 32 s \| \| 3. \| Greg LeMond \| Vereinigte Staaten \| Renault-Elf \| + 11 min 46 s \| \| 4. \| Robert Millar \| Vereinigtes Königreich \| Peugeot-Shell-Michelin \| + 14 min 42 s \| \| 5. \| Sean Kelly \| Irland \| Skil-Reydel-Sem-Mavic \| + 16 min 35 s \| \| 6. \| Ángel Arroyo \| Spanien \| Reynolds \| + 19 min 22 s \| \| 7. \| Pascal Simon \| Frankreich \| Peugeot-Shell-Michelin \| + 21 min 17 s \| \| 8. \| Pedro Muñoz \| Spanien \| Teka \| + 26 min 17 s \| \| 9. \| Claude Criquielion \| Belgien \| Splendor-Jacky Aernoudt \| + 29 min 12 s \| \| 10. \| Phil Anderson \| Australien \| Panasonic-Raleigh \| + 29 min 16 s \| \| 11. \| Niki Rüttimann \| Schweiz \| La Vie claire-Teraillon \| + 30 min 58 s \| \| 12. \| Rafael Acevedo \| Kolumbien \| Varta-Café de Colombia \| + 33 min 32 s \| \| 13. \| Jean-Marie Grezet \| Schweiz \| Skil-Reydel-Sem-Mavic \| + 33 min 41 s \| \| 14. \| Éric Caritoux \| Frankreich \| Skil-Reydel-Sem-Mavic \| + 36 min 28 s \| \| 15. \| José Patrocinio Jiménez \| Kolumbien \| Teka \| + 37 min 49 s \| \| 16. \| Gerard Veldscholten \| Niederlande \| Panasonic-Raleigh \| + 41 min 54 s \| \| 17. \| Michel Laurent \| Frankreich \| Coop-Hoonved \| + 44 min 33 s \| \| 18. \| Alfonso Flórez Ortiz \| Kolumbien \| Varta-Café de Colombia \| + 45 min 33 s \| \| 19. \| José Antonio Agudelo Gómez \| Kolumbien \| Varta-Café de Colombia \| + 49 min 25 s \| \| 20. \| Bernard Gavillet \| Schweiz \| Cilo-Aufina-Crans-Montana \| + 51 min 02 s \| \| 21. \| Pascal Jules \| Frankreich \| Renault-Elf \| + 51 min 53 s \| \| 22. \| Luciano Loro \| Italien \| Carrera-Inoxpran \| + 52 min 37 s \| \| 23. \| Frédéric Vichot \| Frankreich \| Skil-Reydel-Sem-Mavic \| + 53 min 18 s \| \| 24. \| Guy Nulens \| Belgien \| Panasonic-Raleigh \| + 53 min 25 s \| \| 25. \| Stephen Roche \| Irland \| La Redoute \| + 56 min 36 s \| |                            |                        |                           |                   |
| |                            |                        |                           |                   |
| Quelle: ProCyclingStats |                            |                        |                           |                   |
| Gesamtwertung |                            |                        |                           |                   |
| Fahrer | Fahrer                     | Land                   | Team                      | Zeit              |
| 1. | Laurent Fignon             | Frankreich             | Renault-Elf               | 112 h 03 min 40 s |
| 2. | Bernard Hinault            | Frankreich             | La Vie claire-Teraillon   | + 10 min 32 s     |
| 3. | Greg LeMond                | Vereinigte Staaten     | Renault-Elf               | + 11 min 46 s     |
| 4. | Robert Millar              | Vereinigtes Königreich | Peugeot-Shell-Michelin    | + 14 min 42 s     |
| 5. | Sean Kelly                 | Irland                 | Skil-Reydel-Sem-Mavic     | + 16 min 35 s     |
| 6. | Ángel Arroyo               | Spanien                | Reynolds                  | + 19 min 22 s     |
| 7. | Pascal Simon               | Frankreich             | Peugeot-Shell-Michelin    | + 21 min 17 s     |
| 8. | Pedro Muñoz                | Spanien                | Teka                      | + 26 min 17 s     |
| 9. | Claude Criquielion         | Belgien                | Splendor-Jacky Aernoudt   | + 29 min 12 s     |
| 10. | Phil Anderson              | Australien             | Panasonic-Raleigh         | + 29 min 16 s     |
| 11. | Niki Rüttimann             | Schweiz                | La Vie claire-Teraillon   | + 30 min 58 s     |
| 12. | Rafael Acevedo             | Kolumbien              | Varta-Café de Colombia    | + 33 min 32 s     |
| 13. | Jean-Marie Grezet          | Schweiz                | Skil-Reydel-Sem-Mavic     | + 33 min 41 s     |
| 14. | Éric Caritoux              | Frankreich             | Skil-Reydel-Sem-Mavic     | + 36 min 28 s     |
| 15. | José Patrocinio Jiménez    | Kolumbien              | Teka                      | + 37 min 49 s     |
| 16. | Gerard Veldscholten        | Niederlande            | Panasonic-Raleigh         | + 41 min 54 s     |
| 17. | Michel Laurent             | Frankreich             | Coop-Hoonved              | + 44 min 33 s     |
| 18. | Alfonso Flórez Ortiz       | Kolumbien              | Varta-Café de Colombia    | + 45 min 33 s     |
| 19. | José Antonio Agudelo Gómez | Kolumbien              | Varta-Café de Colombia    | + 49 min 25 s     |
| 20. | Bernard Gavillet           | Schweiz                | Cilo-Aufina-Crans-Montana | + 51 min 02 s     |
| 21. | Pascal Jules               | Frankreich             | Renault-Elf               | + 51 min 53 s     |
| 22. | Luciano Loro               | Italien                | Carrera-Inoxpran          | + 52 min 37 s     |
| 23. | Frédéric Vichot            | Frankreich             | Skil-Reydel-Sem-Mavic     | + 53 min 18 s     |
| 24. | Guy Nulens                 | Belgien                | Panasonic-Raleigh         | + 53 min 25 s     |
| 25. | Stephen Roche              | Irland                 | La Redoute                | + 56 min 36 s     |

### Punktewertung
| Punktewertung | Punktewertung     | Punktewertung | Punktewertung           | Punktewertung |
| Fahrer        | Fahrer            | Land          | Team                    | Punkte        |
| ------------- | ----------------- | ------------- | ----------------------- | ------------- |
| 1.            | Frank Hoste       | Belgien       | Europ Decor-Boule d'Or  | 322 P.        |
| 2.            | Sean Kelly        | Irland        | Skil-Reydel-Sem-Mavic   | 318 P.        |
| 3.            | Eric Vanderaerden | Belgien       | Panasonic-Raleigh       | 247 P.        |
| 4.            | Leo van Vliet     | Niederlande   | Kwantum Hallen-Decosol  | 173 P.        |
| 5.            | Bernard Hinault   | Frankreich    | La Vie claire-Teraillon | 146 P.        |

### Bergwertung
| Bergwertung | Bergwertung             | Bergwertung            | Bergwertung            | Bergwertung |
| Fahrer      | Fahrer                  | Land                   | Team                   | Punkte      |
| ----------- | ----------------------- | ---------------------- | ---------------------- | ----------- |
| 1.          | Robert Millar           | Vereinigtes Königreich | Peugeot-Shell-Michelin | 284 P.      |
| 2.          | Laurent Fignon          | Frankreich             | Renault-Elf            | 212 P.      |
| 3.          | Ángel Arroyo            | Spanien                | Reynolds               | 140 P.      |
| 4.          | Luis Herrera            | Kolumbien              |                        | 108 P.      |
| 5.          | José Patrocinio Jiménez | Kolumbien              | Teka                   | 92 P.       |

### Nachwuchswertung
| Nachwuchswertung | Nachwuchswertung           | Nachwuchswertung   | Nachwuchswertung        | Nachwuchswertung  |
| Fahrer           | Fahrer                     | Land               | Team                    | Zeit              |
| ---------------- | -------------------------- | ------------------ | ----------------------- | ----------------- |
| 1.               | Greg LeMond                | Vereinigte Staaten | Renault-Elf             | 112 h 15 min 26 s |
| 2.               | Pedro Muñoz                | Spanien            | Teka                    | + 14 min 31 s     |
| 3.               | Niki Rüttimann             | Schweiz            | La Vie claire-Teraillon | + 19 min 12 s     |
| 4.               | Rafael Acevedo             | Kolumbien          | Varta-Café de Colombia  | + 21 min 46 s     |
| 5.               | José Antonio Agudelo Gómez | Kolumbien          | Varta-Café de Colombia  | + 37 min 39 s     |

### Mannschaftswertung
| Mannschaftswertung | Mannschaftswertung      | Mannschaftswertung | Mannschaftswertung |
| Team               | Team                    | Land               | Zeit               |
| ------------------ | ----------------------- | ------------------ | ------------------ |
| 1.                 | Renault-Elf             | Frankreich         | 336 h 31 min 16 s  |
| 2.                 | Skil-Reydel-Sem-Mavic   | Frankreich         | + 46 min 44 s      |
| 3.                 | Reynolds                | Spanien            | + 57 min 58 s      |
| 4.                 | Peugeot-Shell-Michelin  | Frankreich         | + 1 h 01 min 57 s  |
| 5.                 | La Vie claire-Teraillon | Frankreich         | + 1 h 15 min 59 s  |